# Louise Catherine Breslau
Louise Catherine Breslau (Múnic, 6 de desembre de 1856 - Neuilly-sur-Seine, 12 de maig de 1927) va ser una pintora suïssa nascuda a Alemanya. Va estudiar art a l'Académie Julian de París i va exposar al saló de la Société Nationale des Beaux-Arts, on es va convertir en una artista respectada.

## Biografia

### Primers anys
Va néixer com a Maria Luise Katharina Breslau en el si d'una família jueva alemanya aparentment assimilada a Múnic, d'ascendència polonesa. El 1858, quan Breslau tenia dos anys, el seu pare va acceptar el càrrec de professor i metge en cap d'Obstetrícia i Ginecologia a la Universitat de Zúric, i la família es va traslladar a Suïssa. El desembre de 1866, el doctor Breslau va morir sobtadament a causa d'una infecció per estafilococs contreta mentre realitzava una autopsia. Afectada d'asma tota la vida, Breslau va dedicar-se al dibuix quan era petita per ajudar a passar el temps mentre estava confinada al llit. Va passar la seva infantesa a Zúric, Suïssa, i com a adulta va fer de París la seva llar, on també va abandonar l'apel·latiu de «Maria».
Lydia Escher va ser una amiga d'infància de Louise Breslau a Zuric, que li aconsellava per carta que fes classes de cant i piano, i en el geni creatiu de la qual Breslau es va inspirar.

### Educació

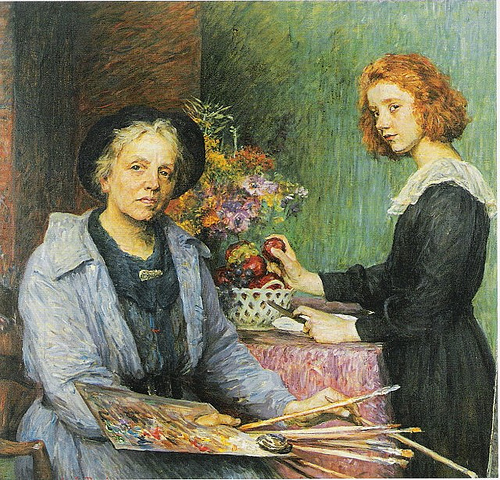
L'artista i la seva, model, 1921

Després de la mort del seu pare, Breslau va ser enviada a un convent prop del llac de Constança amb l'esperança d'alleujar la seva asma crònica. Es creu que durant les seves llargues estades al convent es va despertar el seu talent artístic. A finals del segle xix s'esperava que les joves burgeses fossin educades en les arts domèstiques, com ara dibuixar i tocar el piano. Aquests eren atributs admirables per a una dona i una mare respectables. Seguir una carrera era força inusual i sovint prohibit. El 1874, després d'haver rebut lliçons de dibuix d'un artista local suís, Eduard Pfyffer, Breslau sabia que hauria d'abandonar Suïssa si volia fer realitat el seu somni d'estudiar art seriosament. Un dels pocs llocs disponibles on les dones joves podien estudiar art era a l'Académie Julian de París.
A l'Acadèmia, Breslau aviat va guanyar l'atenció dels seus instructors altament considerats i la gelosia d'alguns dels seus companys de classe, inclosa la russa Marie Bashkirtseff. També va conèixer especialment en aquesta escola d'art la que seria amiga seva al llarg de la vida, l'artista irlandesa Sarah Purser, i Sophie Schaeppi (Suïssa), Maria Feller (Itàlia), Jenny Zillhardt i la seva germana, Madeleine Zillhardt.
El 1879 Breslau va ser l'única estudiant de l'atelier de dones de l'Académie Julian que va debutar al Saló de París, amb un autoretrat que incloïa les seves dues amigues. Poc després Breslau havia canviat el seu nom pel de Louise Catherine, va obrir el seu propi taller i es va convertir en col·laboradora habitual i guanyadora de medalles al Saló anual. A causa del seu èxit al Saló i de la recepció favorable de la crítica, va rebre molts encàrrecs. Es va unir al Salon de la Société Nationale des Beaux-Arts de París l'any 1890, no només exposant als seus salons, sinó també formant part del jurat. Finalment, es va convertir en la tercera dona artista i la primera dona artista estrangera a rebre el premi de la Legió d'Honor de França.

Retrat d'Ernst Josephson, 1886

Amb els anys, Breslau va esdevenir una col·lega ben considerada d'alguns dels artistes i escriptors més populars del dia, com Edgar Degas i Anatole France. Una persona que va ser molt especial a la vida de Breslau va ser Madeleine Zillhardt, amb qui va passar més de quaranta anys. Madeleine, que havia estat companya d'estudis de l'Académie Julian, es va convertir en la musa, model i confident de Breslau. Zillhardt va heretar la finca de Breslau i més tard va donar seixanta dels pastels i dibuixos de l'artista al Museu de Belles Arts de Dijon. El 1932, Zillhardt va publicar un llibre sobre Louise Breslau titulat Louise Catherine Breslau et ses amis (Louise Catherine Breslau i els seus amics).
Breslau va morir el 1927, i el 1928, l'École nationale supérieure des beaux-arts de París la va homenatjar amb una retrospectiva. La seva obra també es va presentar en una retrospectiva de 1932 a la Galerie Charpentier dedicada a les dones que es van formar a l'Académie Julian.

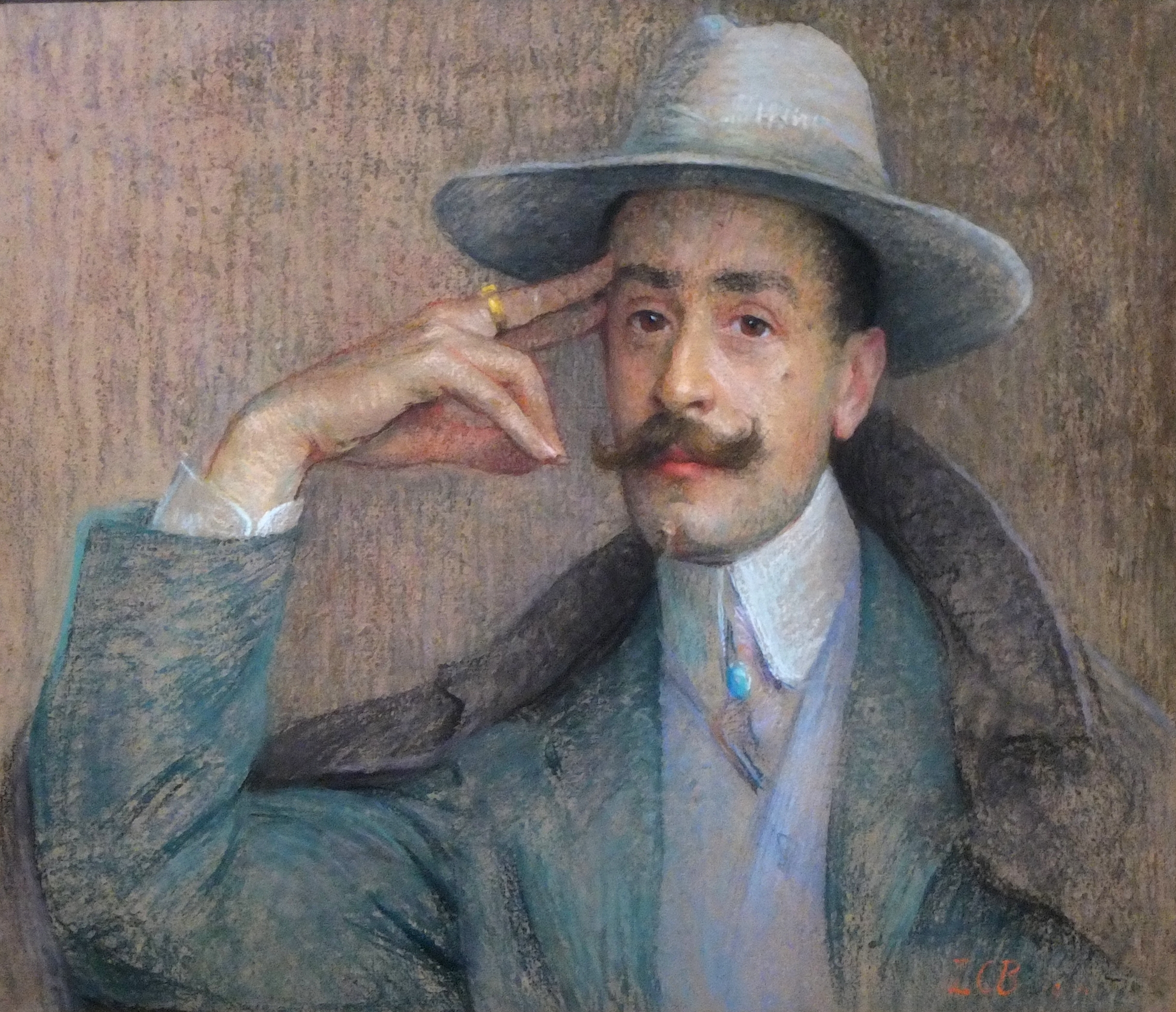
Gabriel Yturri, pastel de Louise Breslau, 1904

### Vida personal
Durant la Primera Guerra Mundial, Breslau i Zillhardt van romandre a casa seva, fora de París, a Neuilly-sur-Seine. Encara que s'havia naturalitzat a Suïssa molts anys abans, va mostrar la seva lleialtat als francesos dibuixant molts retrats de soldats i infermeres francesos en el seu camí cap al front. Després de la guerra, es va retirar del públic i passava el temps pintant flors del jardí i entretenint els amics.
El 1927 Breslau va morir després d'una llarga malaltia i, d'acord amb els seus desitjos, Madeleine Zillhardt va heretar gran part de la seva herència. Va ser enterrada a prop de la seva mare, a la petita ciutat de Baden, al Cantó d'Aargau, Suïssa.

## Llegat

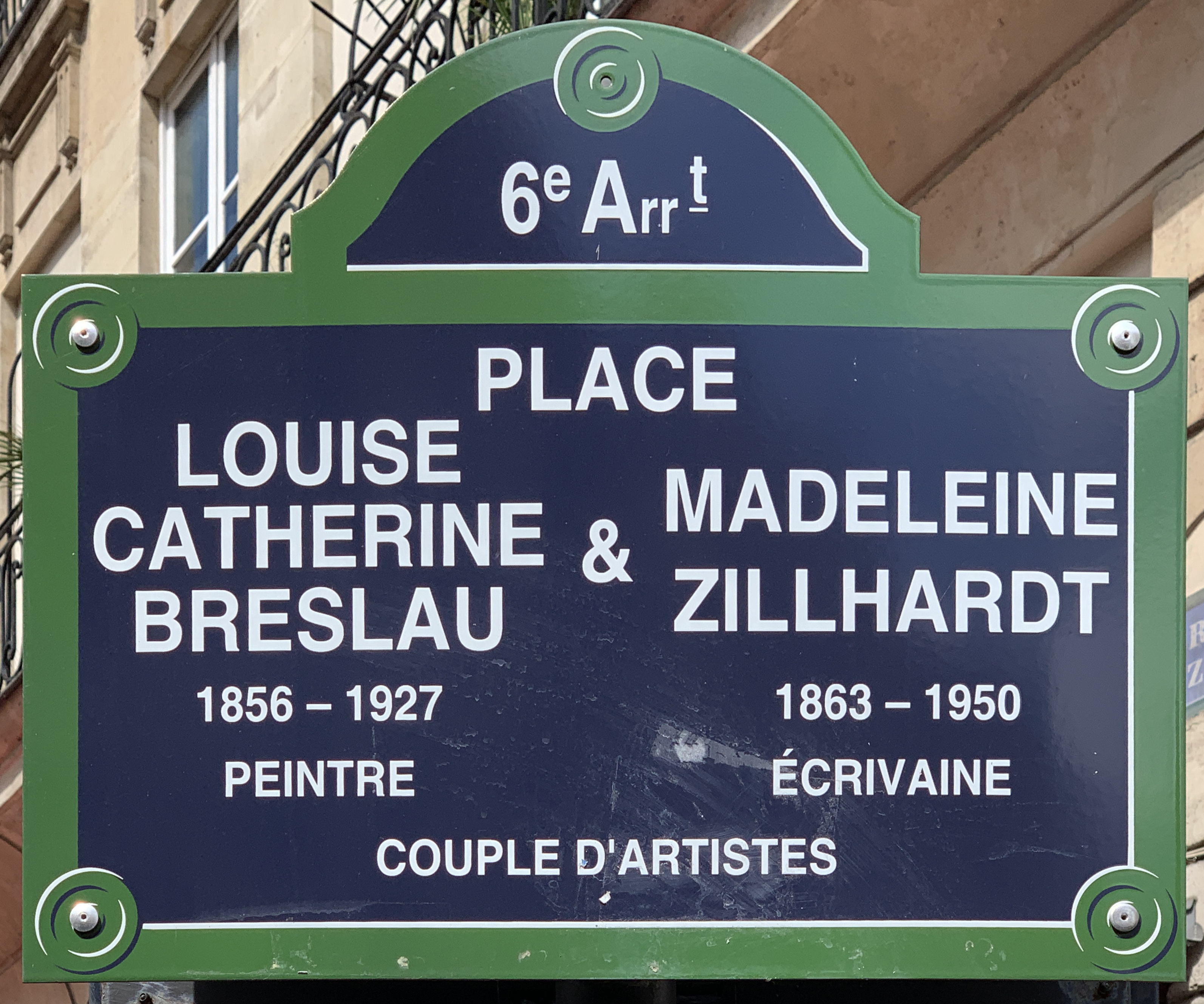

- Un indret de París ha rebut el nom de plaça de Louise Catherine Breslau i Madeleine Zillhardt[10] (al barri de Sant-Germain-des-Prés, 6è arrondissement).
- La barcassa de formigó 'Louise-Catherine', al port d'Austerlitz, al Sena, a París, porta el nom que hi posà en el seu record Madeleine Zillhardt. La va comprar amb el suport de Winnareta Singer. La barca va ser redissenyada per Le Corbusier i adaptada per l'Exèrcit de Salvació per tal d'acollir persones sense llar. Ara és propietat de la Fundació Le Corbusier; malauradament la barcassa es va enfonsar durant la riuada del Sena del febrer de 2018, i va haver de ser reflotada.[11][12][13]
- Breslau va ser inclosa en l'exposició del 2018 Dones a París 1850-1900.[14]

## Obres seleccionades

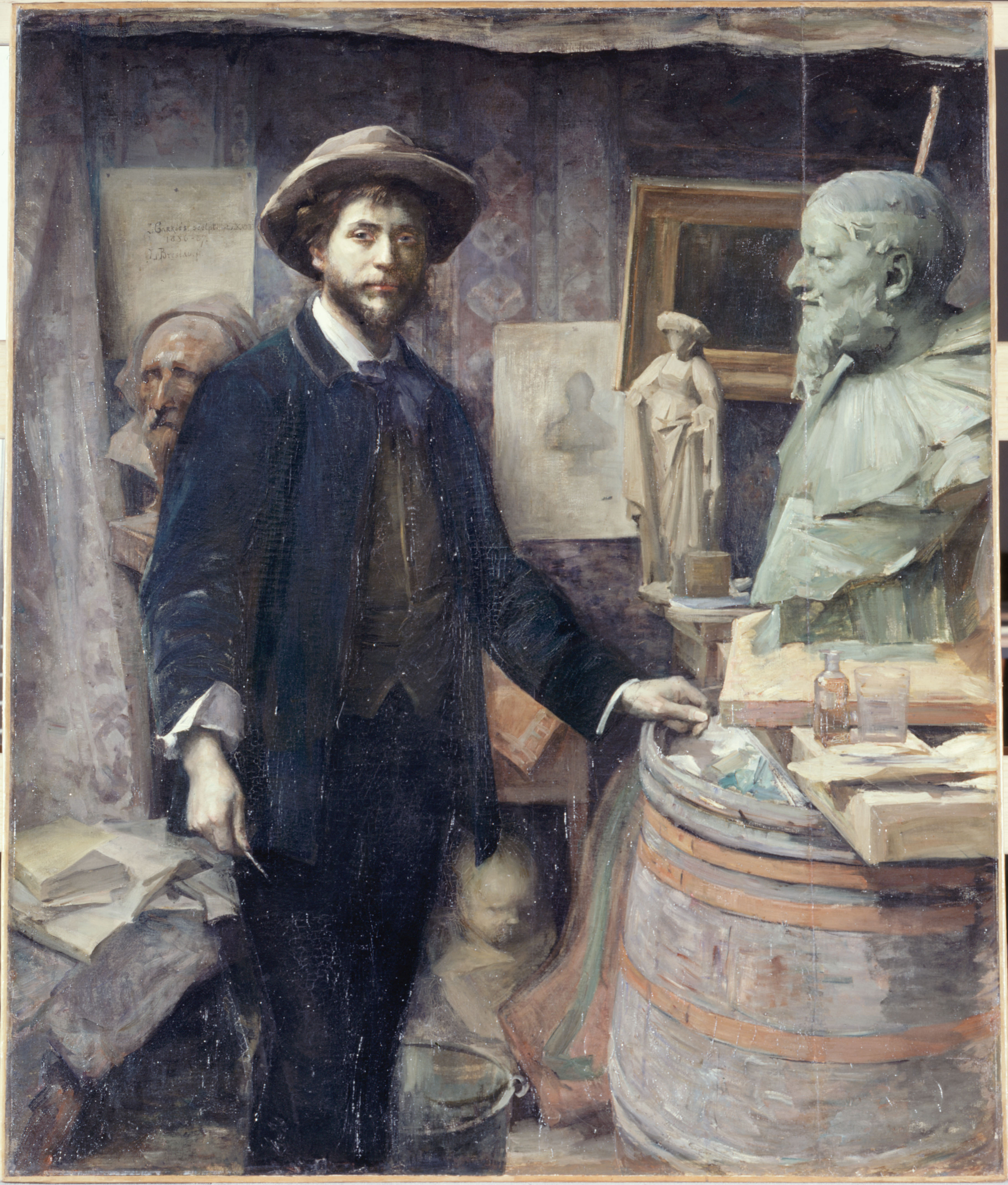
Jean Carriès al seu taller (1887), París, Petit Palais.
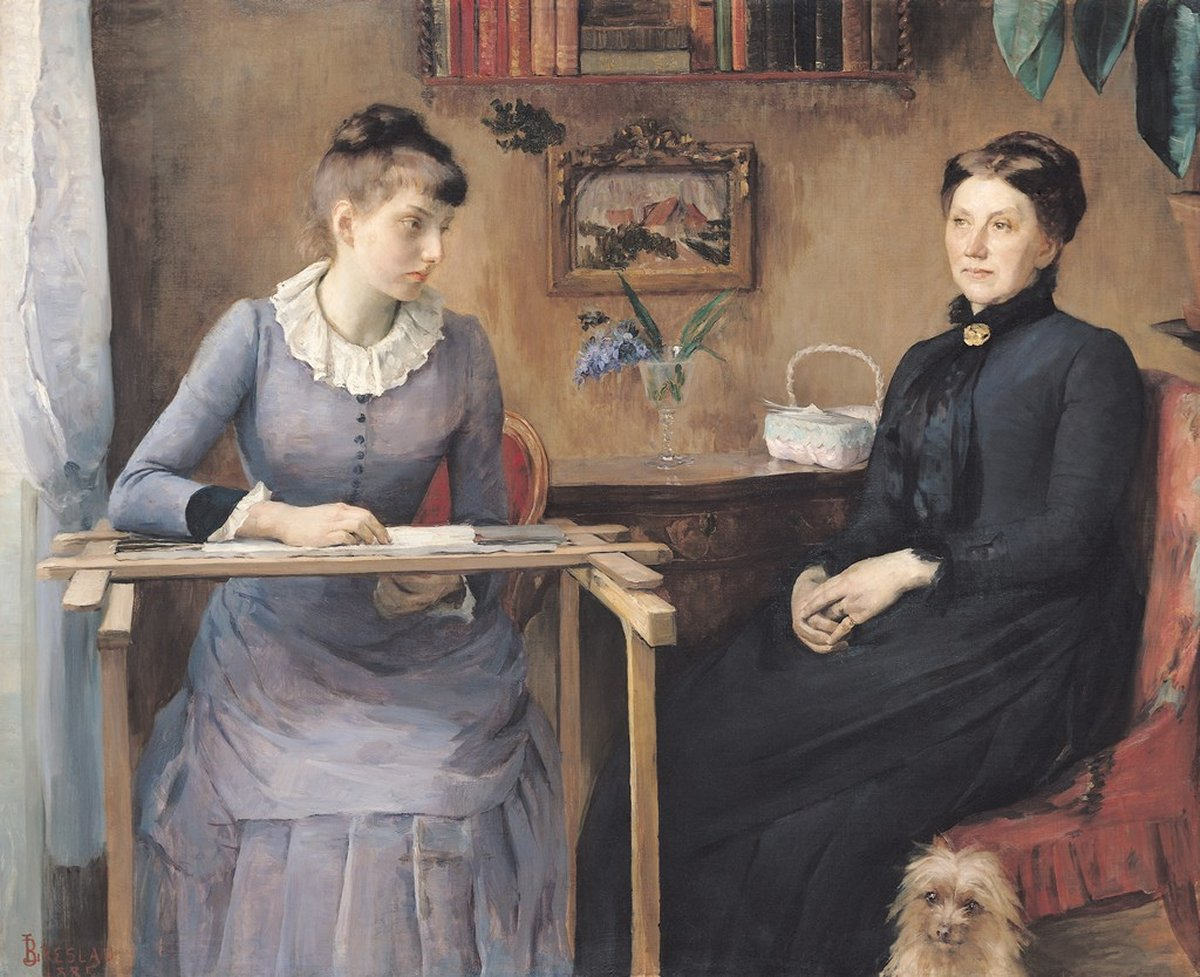
A casa, o intimitat (1885), Museu de Belles Arts de Rouen
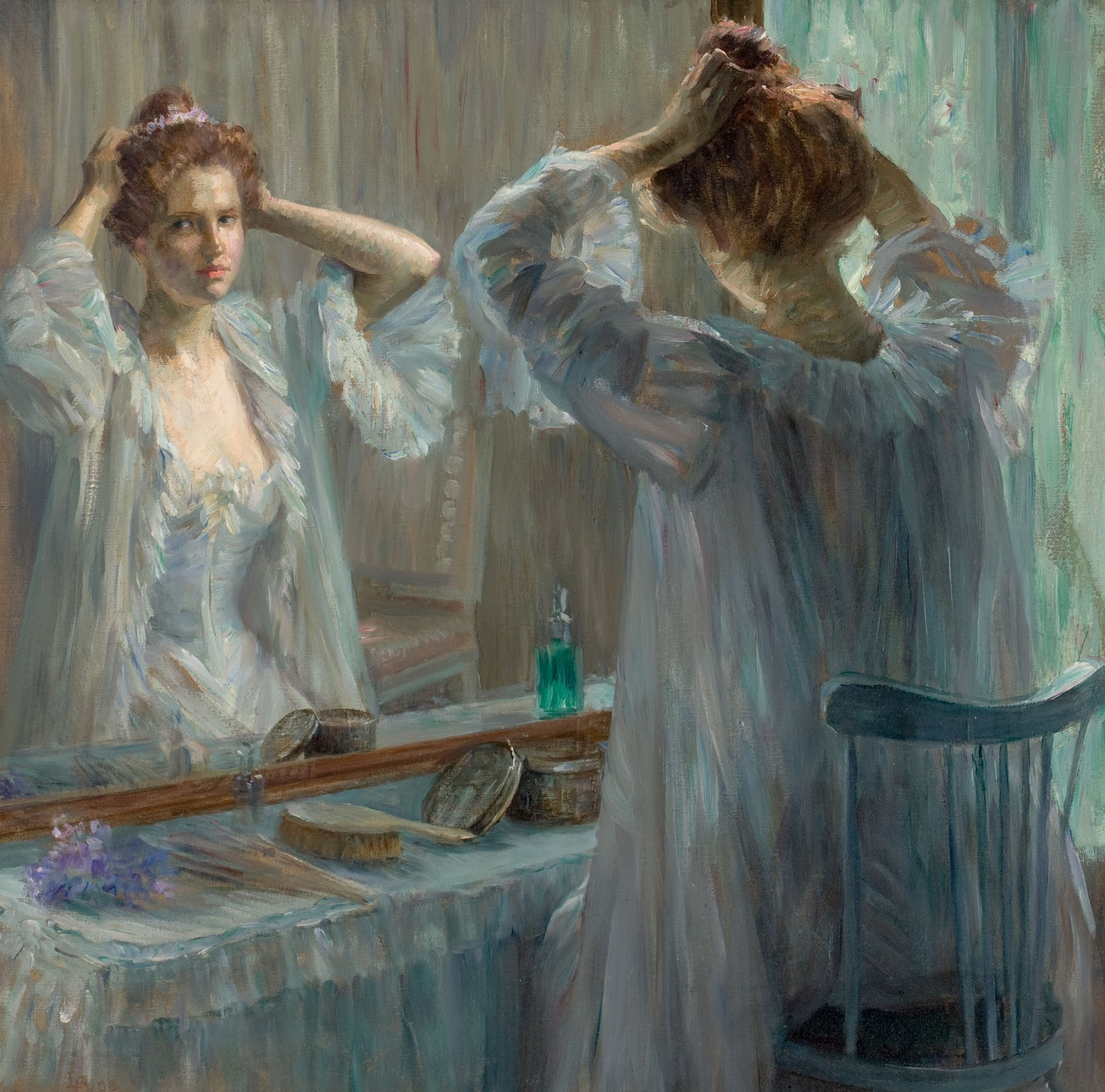
La Toilette. Madeleine Zillhardt pintada per Louise Catherine Breslau el 1898. Col·lecció particular.
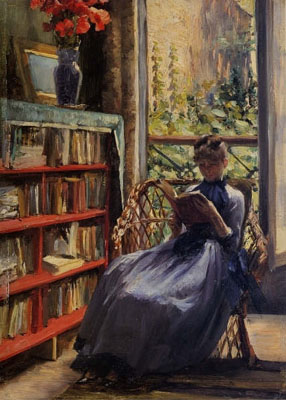
La lectora, 1900
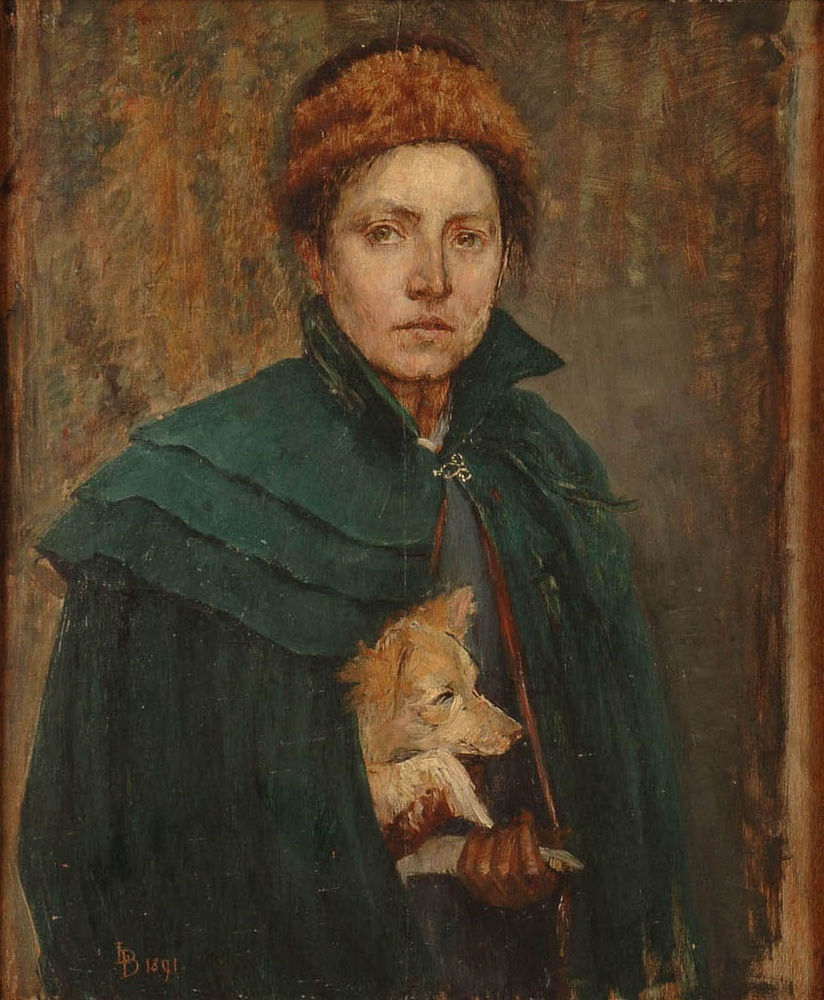
Autorretrat de Louise-Cathérine Breslau (1891, Museu d'Art modern i contemporani d'Estrasburg)
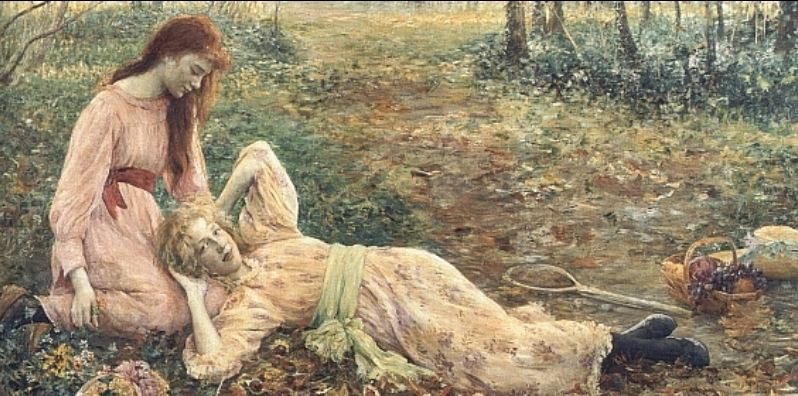
Gamines, 1893. Museu Comtadin-Duplessis.
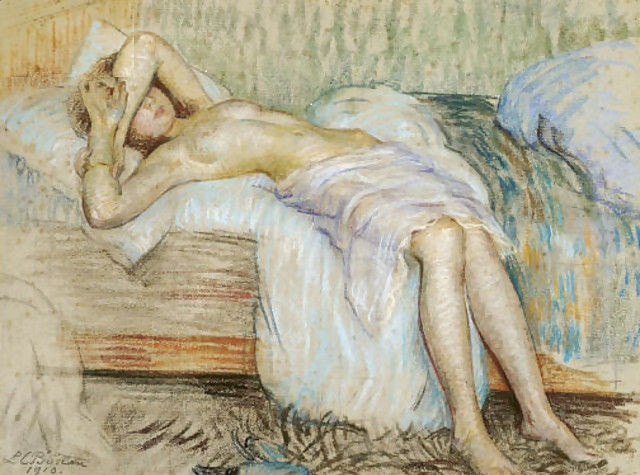
Divendres o peresa matinal (1910). Col·lecció particular.

## Col·leccions
Hi ha obra de Breslau en les col·leccions públiques següents:

### França
- París:
  - Musée du Louvre (incloent especialment el Retrat de Madeleine Zillhardt[15])
  - Musée d'Orsay, París[16]
  - Petit Palais, Musée des Beaux-Arts de la Ville de París[17]
  - Musée Carnavalet
- Musée de Grenoble
- Musée d'Art et d'Histoire de Genève[18]
- Musée d'art moderne et contemporain, Estrasburg
- Museu de Belles Arts de Roan
- Musée des Beaux-Arts de Nice.
- Sant-Quentin (ciutat natal de la seva companya Madeleine Zillhardt): el 'Musée Antoine Lécuyer' exhibeix Sous la lampe. Retrat de Madeleine Zillhardt[19]
- Troyes, musée des beaux-arts.
- Versalles, château de Versalles.
- Museu de Belles Arts de Dijon[20]
- El Musée Comtadin-Duplessis, a Carpentras (Provença), mostra l'obra mestra famosa Gamines (1890).

### Irlanda

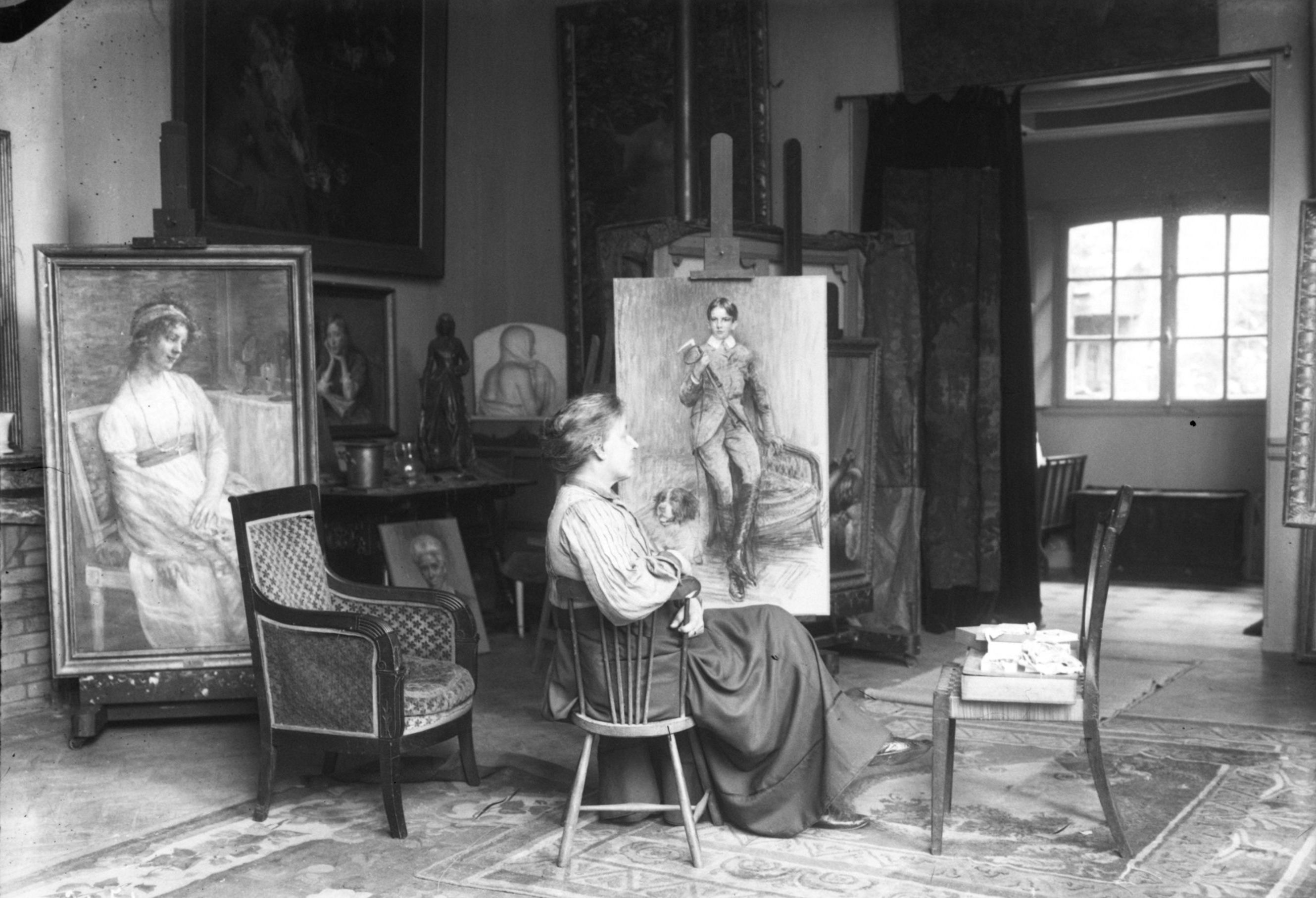
Louise Catherine Breslau al seu taller, el 1912. Fotografia de l'Agència Rol

- Galeria nacional d'Irlanda[21]

### Suècia
- Nationalmuseum, Estocolm

### Suïssa
- Museu de Belles Arts de Berna (Kunstmuseum Bern)
- Musée cantonal des beaux-arts (MCBA) de Lausana[22]
- Kunstmuseum (Basel)[23]
- El Museu d'Art de Lucerna exhibeix Crying Woman (1905)[24]

### Regne Unit
- Museu britànic, Londres[25]

### Estats Units
- Smithsonian American Art Museum[26]
- Museu d'Art de Dallas
- Museus de belles arts de San Francisco[27]
- Museu d'Art de Dallas, Williamstown, MA[28]